# Bleyen-Genschmar
Bleyen-Genschmar – gmina w kraju związkowym Brandenburgia, w powiecie Märkisch-Oderland, wchodzi w skład urzędu Golzow. W 2008 r. gmina liczyła 511 mieszkańców, a jej powierzchnia wynosi 29.73 km². Leży przy granicy polsko-niemieckiej, w obrębie historycznej ziemi lubuskiej.
Gmina powstała 1 stycznia 2002 roku po połączeniu gmin Bleyen i Genschmar.

## Podział administracyjny
Jednostki administracyjne gminy Bleyen-Genschmar:

### Bleyen
Dzielnica Bleyen liczyła 1 stycznia 2005 roku 235 osób.
Osada stanowiła część posiadłości templariuszy w ziemi lubuskiej po nadaniach polskich książąt piastowskich w XIII w.

### Genschmar
Dzielnica Genschmar (pol. Jęczmierz) liczyła 1 stycznia 2005 roku 341 osób.
Najstarsza wzmianka o osadzie pochodzi z dokumentów diecezji lubuskiej z pocz. XV w.

## Demografia
Wykres zmian populacji Bleyen-Genschmar w granicach z 2013 r. od 1875 r.: